# Atelier Meruru: The Apprentice of Arland
Atelier Meruru: The Apprentice of Arland est un jeu vidéo de rôle développé par le studio japonais Gust. Il est sorti sur PlayStation 3 le 23 juin 2011 au Japon.
Atelier Meruru est le treizième opus de la série Atelier. C'est le troisième jeu de la série Arland, dont le prédécesseur est Atelier Totori: The Adventurer of Arland. C'est aussi le dernier titre publié par Gust avant sa fusion avec Koei Tecmo. Une version pour PlayStation Vita nommée Atelier Meruru Plus: The Apprentice of Arland est sortie le 20 mars 2013 au Japon.
Un portage du jeu intitulé Atelier Meruru DX est sorti le 20 septembre 2018 au Japon, sur Nintendo Switch et PlayStation 4. Le 4 décembre 2018, ce portage est sorti sur ces consoles en Occident, en même temps que la version Microsoft Windows dans le monde entier.

## Histoire
Meruru est la princesse d'Arls, un petit royaume situé à l'extrême nord de la république d'Arland. Après que son père et Gio, l'ancien roi d'Arland, aient discuté de la fusion des deux royaumes, elle a rencontré Totori, alchimiste désormais confirmée. Impressionnée par le pouvoir de l'alchimie et désireuse d'aider son pays à prospérer, elle s'est imposée à Totori comme sa première élève. Son père désapprouve initialement cette décision mais accepte à la suite d'une suggestion de Rufus, son conseiller. Il donne à Meruru la tâche d'utiliser son alchimie pour améliorer le royaume, avec plusieurs objectifs intermédiaires devant être atteints dans des délais précis afin d'être autorisée à exercer l'alchimie. Plus tard, Rorona rejoint les deux alchimistes, transformée en enfant par Astrid après avoir testé une potion expérimentale d'immortalité.

## Personnages
Merurulince Rede Arls (メルルリンス・レーデ・アールズ, Merururinsu Rēde Āruzu)
La protagoniste de ce jeu. Elle est la princesse du royaume d'Arls, bien qu'elle évite ses devoirs royaux, et cherche à vivre une vie d'aventurière. Elle a une personnalité pétillante, et est souvent impulsive. Elle préfère qu'on l'appelle par son surnom, "Meruru".
Rorolina Frixell (ロロライナ・フリクセル, Rororaina Furikuseru)
Ou Rorona, elle a enseigné l'alchimie à Totori et est la protagoniste du premier jeu Arland, Atelier Rorona: The Alchemist of Arland. Elle est toujours énergique et possède un grand savoir à propos de l'alchimie, bien qu'elle ait la forme et la personnalité d'une enfant dans ce jeu.
Totooria Helmold (トトゥーリア・ヘルモルト, Totūria Herumoruto)
Ou Totori, mentor de Meruru et ancien élève de Rorona, elle est aussi la protagoniste du jeu précédent, Atelier Totori: The Adventurer of Arland. Elle est très gentille et peut sembler frêle, mais elle est aussi une aventurière expérimentée en plus d'être alchimiste.
Keina Swaya (ケイナ・スウェーヤ, Keina Suēya)
Amie d'enfance de Meruru et servante au château royal. Elle veille sur Meruru, lui tient compagnie, et sait s'adapter au comportement parfois étrange de la princesse.
Mimi Houllier von Schwarzlang (ミミ・ウリエ・フォン・シュヴァルツラング, Mimi Urie fon Shuwarutsurangu)
Aristocrate d'Arland et meilleure amie de Totori. Elle rencontre Meruru lorsque Rufus l'engage en tant qu'escorte.
Lias Falken (ライアス・フォールケン, Raiasu Fōruken)
Ami d'enfance de Meruru qui idolâtre son grand frère, Rufus.
Gino Knab (ジーノ・クナープ, Jīno Kunāpu)
Un aventurier expérimenté qui a fait ses preuves dans le jeu précédent.
Sterkenburg Cranach (ステルケンブルク・クラナッハ, Suterukenburuku Kuranahha)
Ou Sterk, ancien chevalier d'Arland, bien qu'il se considère toujours comme tel, qui a participé aux évènements du premier jeu Arland. Il a une vision très traditionnelle de la chevalerie et cherche à la repopulariser dans Arland.
Esty Dee (エスティ・エアハルト, Esuti Eaharuto)
Ancienne réceptionniste de la Guilde des Aventuriers, elle est redevenue aventurière.
Ludwig Giovanni Arland (ルードヴィック・ジオバンニ・アーランド, Rūdowikku Jiobanni Ārando)
Ancien roi d'Arland, il est maintenant épéiste vagabond. Sterk le suit partout où il va depuis qu'il a aboli le système de chevalerie d'Arland.

## Système de jeu

### Combat
Le jeu propose un système de combat au tour par tour. Dans les combats, Meruru est la cheffe du groupe, et les personnages qui l'accompagnent sont considérés comme des « escortes ». Meruru peut utiliser des objets alchimiques en combat et, selon certaines conditions, ses escortes peuvent effectuer des attaques en chaîne et augmenter ensuite la puissance de ces objets. Les escortes ont accès à une gamme d'attaques spéciales qui consomment des MP (points de magie) et, plus tard dans le jeu, donnent accès à de puissants coups de grâce. Totori et Rorona, en tant qu'alchimistes, peuvent également utiliser des objets, mais ne peuvent pas utiliser les bonus spéciaux uniques à Meruru. Les adversaires laissent tomber des objets qui peuvent être utilisés pour l'alchimie et la défaite de certains adversaires est nécessaire pour faire progresser le niveau de développement de la plupart des zones du royaume,.

## Controverse sur la classification
Un mois après la sortie initiale du jeu au Japon, les expéditions ont été interrompues en raison d'une erreur de classification. Il a été réédité quelques jours plus tard avec une classification B du CERO. Sa classification A (Tous âges) a été révoquée et une classification B (12 ans et plus) lui a été attribuée à la place, en raison de certaines scènes suggestives présentées dans le jeu. Le jeu a été initialement classé pour tous les âges car Gust n'aurait pas soumis le contenu complet du jeu à l'évaluation.
En Europe, le jeu a une classification PEGI 12, citant la violence, le langage grossier et le contenu à caractère sexuel.

## Sortie sur PlayStation Vita
Une réédition sur PlayStation Vita, intitulée Atelier Meruru Plus: The Alchemist of Arland 3, a été annoncée en janvier 2013. Il propose de nouvelles scènes, costumes, zones et boss ennemis, ainsi qu'une connectivité avec la version Vita d'Atelier Totori. Les objets consommables et la difficulté des ennemis sont rééquilibrés pour créer une expérience de jeu plus agréable. Contrairement à Atelier Totori Plus, il propose des costumes pour des personnages autres que le personnage du joueur, ainsi qu'un magasin de costumes qui peut être construit au cours de l'histoire. Il est sorti au Japon le 30 mars 2013, en versions standard et premium. L'édition premium est livrée avec un presse-papier cristal. La version en langue anglaise a été présentée à l'E3 2013 et est sortie en Amérique du Nord le 1er octobre 2013, et en Europe et en Australie le 2 octobre 2013, en version téléchargeable uniquement.

## Musique
Le thème d'ouverture d'Atelier Meruru: The Apprentice of Arland s'intitule Cadena est est interprété par [Mineko Yamamoto (qui a également interprété le thème d'ouverture d'Atelier Totori: The Adventurer of Arland ) avec Dani à la guitare et à la basse. Le titre signifie « Une chaîne de rêves ». Le générique de fin est Metro, chanté par Mao (qui a également interprété le thème de fin du jeu précédent) avec Akihisa Tsuboy au violon et Dani à la guitare et à la basse. Il y a quatre chansons dans le jeu : Alchemic Girl Meruru de Marie, Cloudy chantée par Chata, Little Crown chantée par Mutsumi Nomiyama et Renkinshoujo Meruru no uta, une version vocale de l'un des thèmes de combat du jeu.

## Réception

### Sortie japonaise
Le jeu s'est vendu à un total de 82 585 exemplaires au cours de sa première semaine de commercialisation au Japon et a été le jeu le plus vendu de la semaine, surpassant les deux précédents jeux Arland. Il s'est ensuite vendu à un total de 155 772 exemplaires au Japon.
Le magazine Famitsu a attribué au jeu la note de 9/9/8/9 pour un total de 35/40. D'autres critiques incluent des notes de 78/100 et 71/100.

### Sortie aux États-Unis
Les critiques ont généralement salué la réitération du système d'alchimie emblématique de la série, mais les opinions sur d'autres aspects du jeu ont été pour la plupart mitigées ou négatives. Tech-Gaming a apprécié les mécanismes simplifiés du titre et son intrigue axée sur le développement d'un royaume, trouvant qu'Atelier Meruru offrait une « conclusion agréable et poignante à la série perpétuellement joyeuse ».
Les critiques de Metacritic ont attribué au jeu une note moyenne de 66 sur 100, critiquant les qualités de niche de l'intrigue et du gameplay, le manque de conflit sérieux dans l'histoire et l'orientation du jeu vers le fan-service. Le portage sur Vita a été reçu plus positivement avec 74 sur 100, les critiques citant la compatibilité de la série avec les plateformes mobiles en plus d'un « meilleur sens du rythme, plus de contenu et des DLC gratuits ».
IGN lui a attribué une note de 6 sur 10, louant son gameplay et ses visuels, mais a critiqué l'histoire, le doublage, l'absence de conflit central et des personnages inintéressants.
GameSpot lui a attribué une note de 5 sur 10 pour son système d'artisanat, mais n'a pas aimé l'histoire, les personnages, l'accent mis sur la mignonnerie et la sexualisation de son casting féminin.
EGM a donné au jeu une note de 7,5 sur 10, louant le système d'alchimie, les visuels des personnages et les interactions entre eux, mais notait des problèmes avec les combats et les scènes de fanservice occasionnelles. Une deuxième critique, sortie cinq jours plus tard, a donné au titre une note de 7 sur 10.
RPGamer donne au jeu une note de 4 sur 5, soulignant l'artisanat du jeu, les interactions entre les personnages et les graphismes en tant que points forts, mais estime que l'histoire principale et la musique n'étaient pas aussi bonnes qu'elles auraient pu l'être.